# Centrophorus seychellorum
Centrophorus seychellorum är en hajart som beskrevs av Baranes 2003. Centrophorus seychellorum ingår i släktet Centrophorus och familjen Centrophoridae. IUCN kategoriserar arten globalt som otillräckligt studerad. Inga underarter finns listade i Catalogue of Life.